# Hydrotaea azuminensis
Hydrotaea azuminensis este o specie de muște din genul Hydrotaea, familia Muscidae, descrisă de Shinonaga și Iwasa în anul 1994. Conform Catalogue of Life specia Hydrotaea azuminensis nu are subspecii cunoscute.